# Phil Anderson
Philip Grant Anderson (født 20. marts 1958 i London, England) er en tidligere australsk professionel landevejscykelrytter
I 1982 vandt han den hvide ungdomstrøje i Tour de France. 